# Deerfield, Illinois
Deerfield là một làng thuộc quận Lake, tiểu bang Illinois, Hoa Kỳ. Năm 2010, dân số của làng này là 18225 người.

## Dân số
Dân số qua các năm:
- Năm 2000: 18420 người.
- Năm 2010: 18225 người.